# Frères Machado
 (juillet 2022).
Si vous disposez d'ouvrages ou d'articles de référence ou si vous connaissez des sites web de qualité traitant du thème abordé ici, merci de compléter l'article en donnant les références utiles à sa vérifiabilité et en les liant à la section « Notes et références ».
Pour les articles homonymes, voir Machado.
Les frères Machado (Irmãos Machado) sont six frères d'origine brésilienne experts en jiu-jitsu brésilien. La famille se compose de Carlos (en), John, Rigan (en), Roger, Luciano et Jean Jacques. Nés à Rio de Janeiro, ils sont cousins de la famille Gracie (la sœur de leur mère était mariée à Carlos Gracie), fondatrice du Gracie jiu-jitsu et plus généralement du jiu-jitsu brésilien.

## Historique
Carlos Gracie est à l'origine du Machado jiu-jitsu, étroitement lié au Gracie jiu-jitsu depuis son origine. Carlos et Rigan Machado débutent très jeunes et sont les premiers frères à s'entraîner, puis les autres frères suivent. Ils participent à des compétitions à l'âge de 7 à 9 ans ; à l'adolescence, ils ont tous gagné un titre national, étant très liés et tous compétiteurs.
La famille Gracie a démontré l'efficacité du jiu-jitsu brésilien dans de nombreux tournois de Vale Tudo au Brésil. Les frères Machado se démarquent de ce genre de combats violents et mettent en avant leur humilité et leur sens du respect. Ils démontrent néanmoins une supériorité technique lors de nombreux championnats nationaux et mondiaux de jiu-jitsu brésilien, de sambo et de grappling.
Les frères ont émigré aux États-Unis après avoir été invités par Chuck Norris qui les avait rencontrés au Brésil. Rigan part le premier  en 1989 et remporte diverses compétitions nationales et panaméricaines en jiu-jitsu et en sambo. En 1993, il est rejoint par John et Carlos, en 1994 par Jean Jacques et en 1995 par Roger. Aux États-Unis, les frères Machado continuent de développer leur propre style de combat, en cherchant à chaque fois de nouvelles techniques et de nouveaux principes à la recherche de l'efficacité maximale.
Rigan Machado est invaincu en jiu-jitsu brésilien en plus de 13 ans de compétition. Il est également arrivé second au championnat du monde de sambo en 1994. Jean Jacques Machado compte 11 titres de champion du monde en jiu-jitsu brésilien et s'est illustré dans la plus grande compétition de grappling au monde, l'ADCC. Les frères Machado s'illustrent également par les nombreuses victoires remportées par leurs élèves américains sur le circuit du grappling et du jiu-jitsu brésilien.

## Style
La spécificité du Machado jiu-jitsu par rapport au jiu-jitsu brésilien plus classique est qu'il est très ouvert à tout ce qui peut l'enrichir, il est donc très tourné vers d'autres sports de combat comme le sambo, la lutte et le judo. 
La philosophie des Machado n'est pas d'imposer leur système aux autres pratiquants et de leur prouver qu'il est le meilleur, mais de partager ce qu'ils savent et d'en faire profiter le maximum de monde, avec une grande ouverture d'esprit. Cette attitude positive leur a permis de conquérir le monde et de se faire de nombreuses amitiés, notamment dans l'industrie du spectacle.